# Минереу
Минереу (рум. Mânerău) — село у повіті Арад в Румунії. Входить до складу комуни Боксіг.
Село розташоване на відстані 388 км на північний захід від Бухареста, 58 км на північний схід від Арада, 129 км на захід від Клуж-Напоки, 93 км на північний схід від Тімішоари.

## Населення
За даними перепису населення 2002 року у селі проживали 404 особи. Рідною мовою 401 особа (99,3%) назвала румунську.
Національний склад населення села:
| Національність | Кількість осіб | Відсоток |
| -------------- | -------------- | -------- |
| румуни         | 390            | 96,5%    |
| цигани         | 11             | 2,7%     |